# Белки (Закарпатская область)
Бе́лки (укр. Білки́) — село в Хустском районе Закарпатской области Украины, административный центр Белковской сельской общины.
Почтовый индекс — 90132. Телефонный код — 3144. Занимает площадь 4,4 км². Код КОАТУУ — 2121980801.

## Население
Население по переписи 2001 года составляло 8064 человека.

### Языковой состав
Родной язык населения по данным переписи 2001 года:
| Язык       | Численность, чел. | Доля     |
| ---------- | ----------------- | -------- |
| Украинский | 7 976             | 98,91 %  |
| Другое     | 88                | 1,09 %   |
| Итого      | 8 064             | 100,00 % |

## История

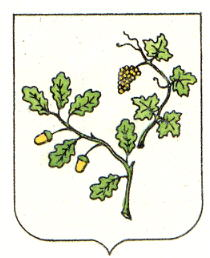
Герб села Белки (Закарпатская область) 1844 г.

Одно из крупнейших сёл Украины, вблизи которого находится большой курганный могильник куштановицкой культуры, исследованный в 1949 году. При раскопках в курганах были обнаружены захоронения — пережжённые человеческие кости в глиняных урнах или в неглубоких ямках и следы тризны — остатки очагов и битая посуда. Могильник датируется 8-3 веками до н. э. Возле него открыты остатки тогдашнего поселения. Возможно, с этим поселением связан клад бронзовых изделий (13 браслетов, 2 кельты, наконечник копья), найденный в окрестностях Белки в 1951 году.
На территории села обнаружены остатки трёх поселений эпохи неолита (IV—III тысячелетия до н. э), орудия труда людей бронзового века (II тысячелетие до н. э). Поселение и два могильника, датируемые VI—III вв. до н. е., имеют общие черты с памятниками материальной культуры скифского времени в Приднепровье. На окраине села сохранились остатки славянского городища VIII—IX века н. э. площадью более 2 тыс. м², округлой формы, окруженной рвом и земляным валом.
Первые письменные упоминания о селе датируются [1238 годом. По одной из легенд, село назвали в честь дочери бедняка Бельки, которую обесчестил местный пан. Девушка утонула в реке, которую назвали Белкой. Крестьяне отомстили за девушку: убили господина и сожгли поместья.
Дарственная грамота от 1245 года свидетельствует, что король Бела IV подарил Белки вместе с другими селами Боржавской долины венгерском феодалу Карачони, который заставил жителей этих сел построить на месте старого городища каменный замок. Карачони стали обладателями огромного имения на Боржаве, а тысячи крестьян — их крепостными. К имению принадлежали также села Дубровка, Великий Раковец, Малый Раковец, Имстичёво, Комар, Ростока с лесами, полноводными реками и богатыми Боржавскими лугами. В начале XIV века имение Карачони пришло в упадок. Жестокая эксплуатация крестьян, крайнее разорение их набегами соседних феодалов постепенно привели к развалу родового гнезда когда-то крупного магната.
В XIX веке Белки — местечко Верховинского уезда (округа) Березький комитата. Поселение в 1844 г. имело печать с собственным гербом — с изображением виноградной лозы и ветки дуба.
Во времена СССР в селе располагалась центральная усадьба колхоза «За нове життя»

## Известные уроженцы
Село дало миру немало известных людей, среди которых — один из самых сильный людей планеты 1928 года Иван Фирцак-Кротон, дважды Герой социалистического труда и многолетний депутат Верховного Совета СССР Юрий Питра, народный артист Украины Степан Гига, священномученик отец Петр Орос.